# Карен ван Вірдум
Карен ван Вірдум (англ. Karen van Wirdum, 9 квітня 1971) — австралійська плавчиня.
Учасниця Олімпійських Ігор 1988, 1992, 1996 років.
Призерка Чемпіонату світу з водних видів спорту 1991 року.
Призерка Пантихоокеанського чемпіонату з плавання 1987 року.
Переможниця Ігор Співдружності 1990, 1994 років.